# Leonid Toptunow

Leonid Toptunow in Prypjat

Leonid Fedorowytsch Toptunow (ukrainisch Леонід Федорович Топтунов, russisch Леонид Фёдорович Топтунов Leonid Fjodorowitsch Toptunow; * 16. August 1960 in Mykolajiwka, Ukrainische SSR, Sowjetunion; † 14. Mai 1986 in Moskau) war ein sowjetisch-ukrainischer Ingenieur. Er war zur Zeit der Nuklearkatastrophe von Tschernobyl leitender Reaktorsteuerungsingenieur der Reaktorabteilung des Kernkraftwerks Tschernobyl und wurde posthum als Liquidator geehrt.

## Leben
Leonid Toptunow kam im Dorf Mykolajiwka (Миколаївка) im Rajon Buryn der Oblast Sumy zur Welt. Seine Kindheit verbrachte er in der Stadt Leninsk in der Oblast Qysylorda, dem heutigen Baikonur und vom 6. bis zum 10. Schuljahr lebte er im estnischen Tallinn.
Anschließend studierte Toptunow am Institut für Atomenergie Obninsk des Moskauer Instituts für Technische Physik, das er 1983 mit einem Abschluss mit dem Hauptfach „Kernkraftwerke und -anlagen“ absolvierte. Nach seinem Abschluss lebte er in Pripjat und war vom 31. März 1983 an als Ingenieur im nahegelegenen Kernkraftwerk Tschernobyl tätig. In der Nacht des 26. April 1986 arbeitete er zusammen mit Alexander Akimow im Kontrollraum von Block 4 des Kraftwerks.
Während seiner Schicht wurden er und seine Kollegen zum Zweck eines Tests zum Auslaufen eines Turbinengenerators angewiesen, den Reaktor planmäßig abzuschalten. Nachdem jedoch das Kühlwasser des Reaktors zu kochen begann und erste hydraulische Schläge zu hören waren, wollten Toptunow und der Schichtleiter Akimow den Test abbrechen, doch der Versuchsleiter Anatoli Djatlow verlangte die weitere Durchführung des Tests, was letztendlich zur Kernschmelze führte.
Akimow gab Leonid Toptunow den Befehl zur Schnellabschaltung des Kraftwerks, worauf dieser um 1:23:40 den Schalter AZ-5 (russisch Аварийная Защита 5-й категории (АЗ-5), Awarijnaja Saschtschita 5-j kategorii (AZ-5), „Notfallschutz der 5. Kategorie“) betätigte, der die Schnellabschaltung des Reaktors auslösen sollte. Dies führte letztlich zur Katastrophe.
Während der Katastrophe führte er Maßnahmen zur Lokalisierung des Unfalls durch und beteiligte sich an der Organisation der Wasserversorgung des Reaktorkerns. Bei diesem Einsatz zog er sich eine Strahlendosis von 7 Sv zu, weshalb man ihn mit Symptomen einer akuten Strahlenkrankheit zunächst in das Krankenhaus in Prypjat und daraufhin in die sechste Klinik des Moskauer Instituts für Biophysik einlieferte. Trotz einer Knochenmarktransplantation starb Toptunow am 14. Mai 1986 an der Strahlenkrankheit. Er wurde auf dem Mitinskoje-Friedhof (Митинское кладбище) in Moskau bestattet.

## Ehrungen
- Leonid Toptunow wurde 2008 posthum der ukrainische Orden für Tapferkeit verliehen[6]
- Auf dem Denkmal der Liquidatoren des Unfalls von Tschernobyl auf dem Moskauer Mitinskoje-Friedhof ist er namentlich genannt[7]

In der Fernsehserie Chernobyl wird er vom Schauspieler Robert Emms dargestellt.